# 클로즈업 현대플러스
클로즈업 현대플러스(クローズアップ現代+, クローズアップげんだいプラス)은 1993년 4월 5일 첫방송을 시작해 현재까지 NHK 종합 텔레비전에서 방영되고 있는 프로그램으로 매주 월 ~ 목요일까지 밤 10시부터 10시 25분까지 방송되고 있다. 처음 시작할 때만 해도 '클로즈업 현대'(クローズアップ現代)라는 이름이었다. 약칭은 '쿠로겐'이다.

## 방송시간
- 1994년 4월 ~ 2000년 3월: 밤 9시 30분 ~ 10시(30분)
- 2000년 4월 ~ 2000년 9월: 저녁 7시 35분 ~ 8시(25분)
- 2000년 10월 ~ 2003년 3월: 저녁 7시 30분 ~ 7시 55분(25분)
- 2003년 4월 ~ 2013년 3월: 저녁 7시 30분 ~ 7시 56분(26분)
- 2013년 4월 ~ 2015년 3월: 저녁 7시 30분 ~ 7시 56분(26분,본),밤 0시 10분 ~ 0시 36분(재)
- 2015년 4월 ~ 2016년 3월: 저녁 7시 30분 ~ 7시 56분(26분,본),밤 1시 ~ 1시 26분(재)
- 2016년 3월 ~ : 밤 10시 ~ 10시 25분(25분)

## 진행자
- 다케다 신이치(武田真一): NHK 아나운서 (2017년 4월 3일 - )